# Zonenelektrophorese
Die Zonenelektrophorese ist ein klassisches Elektrophoreseverfahren und ermöglicht Trennungen von geladenen oder ladbaren Teilchen in einem homogenen Puffersystem mit konstantem pH-Wert durch ein elektrisches Feld. Durch die Zone mit homogenem pH-Wert unterscheidet sie sich von der diskontinuierlichen Elektrophorese.

## Prinzip

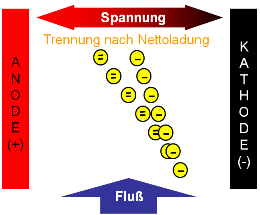
Schematische Darstellung der Zonenelektrophorese

Die Trennung erfolgt nach der elektrophoretischen Mobilität (synonym elektrophoretische Beweglichkeit, definiert als die Wanderungsgeschwindigkeit von Teilchen in einem elektrischen Feld in einem Zeitraum) und der Ladungsdichte. Die zurückgelegte Strecke der Analyte im Trennmedium innerhalb eines definierten Zeitraumes und einer definierten Laufmittelstrecke ist ein Maß für diese Mobilität. Je stärker ein Analyt geladen ist, desto weiter wandert er im elektrischen Feld. Die Mobilität der Analyte ist somit abhängig von Art und Höhe der Ladung, dem hydrodynamischen Radius und mitunter der Struktur.

## Anwendungen
Angewandt wird die Zonenelektrophorese vor allem als Analyseverfahren in der Biologie. Hier wird das Verfahren hauptsächlich mittels Free-Flow-Elektrophorese zur Trennung und Aufreinigung von subzellulären Partikeln wie Organellen (z. B. Mitochondrien und Ribosomen) eingesetzt.